# Heteronotus albospinosus
Heteronotus albospinosus är en insektsart som beskrevs av George Darby Haviland. Heteronotus albospinosus ingår i släktet Heteronotus och familjen hornstritar. Inga underarter finns listade i Catalogue of Life.